# ATP Challenger Tour 2019
Navigation
Saison 2018 Saison 2020
La saison 2019 de l'ATP Challenger Tour, circuit secondaire du tennis masculin professionnel organisé par l'ATP, comprend 158 tournois répartis en cinq catégories en fonction de leur dotation qui varie de 54 160 à 162 480 $ ou de 46 600 à 137 560 €.
Les tournois Challenger subissent une réforme en 2019. Les tableaux en simple comptent 48 joueurs au lieu de 32, avec seulement 4 joueurs en qualifications, tous les matchs ont lieu entre le lundi et le dimanche, et tous les tournois offrent l'hospitalité aux joueurs.

## Répartition des tournois

### Par pays hôte
Trente huit pays ont accueilli au moins un tournoi Challenger cette saison. Voici la liste et le nombre de tournois organisés par pays :
| - États-Unis : 27 - Italie : 19 - France : 15 - Chine : 12 - Allemagne : 9 - Australie : 6 - Espagne : 6 - Canada : 5 - Mexique : 5 - Kazakhstan : 5 | - Royaume-Uni : 4 - République tchèque : 4 - Corée du Sud : 3 - Japon : 3 - Pologne : 3 - Portugal : 3 - Finlande : 2 - Inde : 2 - Ouzbékistan : 2 | - Slovaquie : 2 - Taïwan : 2 - Thaïlande : 2 - Uruguay : 2 - Argentine : 1 - Bosnie-Herzégovine : 1 - Brésil : 1 - Chili : 1 - Équateur : 1 | - Hongrie : 1 - Israël : 1 - Pays-Bas : 1 - Pérou : 1 - République dominicaine : 1 - Roumanie : 1 - Slovénie : 1 - Tunisie : 1 - Turquie : 1 - Viêt Nam : 1 |

### Par catégorie
Les tournois sont répartis en cinq catégories en fonction de leur dotation et des points ATP qu'ils distribuent.
| Catégorie du tournoi | Nombre |
| -------------------- | ------ |
| ATP Challenger 125   | 20     |
| ATP Challenger 110   | 7      |
| ATP Challenger 100   | 11     |
| ATP Challenger 90    | 19     |
| ATP Challenger 80    | 101    |

## Palmarès

### Janvier
| Date        | Tournoi                                                                                     | Vainqueurs                             | Finalistes                             | Score              |
| ----------- | ------------------------------------------------------------------------------------------- | -------------------------------------- | -------------------------------------- | ------------------ |
| 31 décembre | Internationaux BNP Paribas de Nouvelle-Calédonie Nouméa 81 240 $ – Dur – Tableaux           | Mikael Ymer                            | Noah Rubin                             | 6-3, 6-3           |
| 31 décembre | Internationaux BNP Paribas de Nouvelle-Calédonie Nouméa 81 240 $ – Dur – Tableaux           | Dustin Brown Donald Young              | André Göransson Sem Verbeek            | 7-5, 6-4           |
| 31 décembre | City of Playford Tennis International Playford 81 240 $ – Dur – Tableaux                    | Rogério Dutra Silva                    | Mats Moraing                           | 6-3, 6-2           |
| 31 décembre | City of Playford Tennis International Playford 81 240 $ – Dur – Tableaux                    | Max Purcell Luke Saville               | Ariel Behar Enrique López Pérez        | 6-4, 7-5           |
| 31 décembre | Orlando Open Orlando 54 160 $ – Dur – Tableaux                                              | Marcos Giron                           | Darian King                            | 6-4, 6-4           |
| 31 décembre | Orlando Open Orlando 54 160 $ – Dur – Tableaux                                              | Romain Arneodo Andrei Vasilevski       | Gonçalo Oliveira Andrea Vavassori      | 7-62, 2-6, [15-13] |
| 7 janvier   | East Hotel Canberra Challenger Canberra 54 160 $ – Dur – Tableaux                           | Hubert Hurkacz                         | Ilya Ivashka                           | 6-4, 4-6, 6-2      |
| 7 janvier   | East Hotel Canberra Challenger Canberra 54 160 $ – Dur – Tableaux                           | Marcelo Demoliner Hugo Nys             | André Göransson Sem Verbeek            | 3-6, 6-4, [10-3]   |
| 7 janvier   | January Columbus Challenger Columbus 54 160 $ – Dur (int.) – Tableaux                       | Jeffrey John Wolf                      | Mikael Torpegaard                      | 64-7, 6-3, 6-4     |
| 7 janvier   | January Columbus Challenger Columbus 54 160 $ – Dur (int.) – Tableaux                       | Maxime Cressy Bernardo Saraiva         | Robert Galloway Nathaniel Lammons      | 7-5, 7-63          |
| 7 janvier   | Da Nang Vietnam Airlines Tennis Open Da Nang 54 160 $ – Dur – Tableaux                      | Marcel Granollers                      | Matteo Viola                           | 6-2, 6-0           |
| 7 janvier   | Da Nang Vietnam Airlines Tennis Open Da Nang 54 160 $ – Dur – Tableaux                      | Hsieh Cheng-peng Christopher Rungkat   | Leander Paes Miguel Ángel Reyes-Varela | 6-3, 2-6, [11-9]   |
| 14 janvier  | Koblenz Open Coblence 46 600 € – Dur (int.) – Tableaux                                      | Gianluca Mager                         | Roberto Ortega Olmedo                  | 2-6, 7-66, 6-2     |
| 14 janvier  | Koblenz Open Coblence 46 600 € – Dur (int.) – Tableaux                                      | Zdeněk Kolář Adam Pavlásek             | Jürgen Melzer Filip Polášek            | 6-3, 6-4           |
| 21 janvier  | Oracle Challenger Series Newport Beach Newport Beach 162 480 $ – Dur – Tableaux             | Taylor Fritz                           | Brayden Schnur                         | 7-67, 6-4          |
| 21 janvier  | Oracle Challenger Series Newport Beach Newport Beach 162 480 $ – Dur – Tableaux             | Robert Galloway Nathaniel Lammons      | Romain Arneodo Andrei Vasilevski       | 7-5, 7-61          |
| 21 janvier  | Open de Rennes Rennes 69 280 € – Dur (int.) – Tableaux                                      | Ričardas Berankis                      | Antoine Hoang                          | 6-4, 6-2           |
| 21 janvier  | Open de Rennes Rennes 69 280 € – Dur (int.) – Tableaux                                      | Sander Arends Tristan-Samuel Weissborn | Antonio Šančić David Pel               | 6-4, 6-4           |
| 21 janvier  | Caterpillar Burnie International Burnie 54 160 $ – Dur – Tableaux                           | Steven Diez                            | Maverick Banes                         | 7-5, 6-1           |
| 21 janvier  | Caterpillar Burnie International Burnie 54 160 $ – Dur – Tableaux                           | Lloyd Harris Dudi Sela                 | Mirza Bašić Tomislav Brkić             | 6-3, 63-7, [10-8]  |
| 21 janvier  | Punta Open Punta del Este 54 160 $ – Terre battue – Tableaux                                | Thiago Monteiro                        | Facundo Argüello                       | 3-6, 6-2, 6-3      |
| 21 janvier  | Punta Open Punta del Este 54 160 $ – Terre battue – Tableaux                                | Guido Andreozzi Guillermo Durán        | Sander Gillé Joran Vliegen             | 6-2, 66-7, [10-8]  |
| 28 janvier  | Cleveland Open Cleveland 81 240 $ – Dur (int.) – Tableaux                                   | Maxime Cressy                          | Mikael Torpegaard                      | 64-7, 7-66, 6-3    |
| 28 janvier  | Cleveland Open Cleveland 81 240 $ – Dur (int.) – Tableaux                                   | Romain Arneodo Andrei Vasilevski       | Robert Galloway Nathaniel Lammons      | 6-4, 7-64          |
| 28 janvier  | Neville-Smith Forest Products Launceston International Launceston 54 160 $ – Dur – Tableaux | Lloyd Harris                           | Lorenzo Giustino                       | 6-2, 6-2           |
| 28 janvier  | Neville-Smith Forest Products Launceston International Launceston 54 160 $ – Dur – Tableaux | Max Purcell Luke Saville               | Hiroki Moriya Mohamed Safwat           | 7-5, 6-4           |
| 28 janvier  | Open Quimper Bretagne Occidentale Quimper 46 600 € – Dur (int.) – Tableaux                  | Grégoire Barrère                       | Daniel Evans                           | 4-6, 6-2, 6-3      |
| 28 janvier  | Open Quimper Bretagne Occidentale Quimper 46 600 € – Dur (int.) – Tableaux                  | Fabrice Martin Hugo Nys                | David Pel Antonio Šančić               | 6-4, 6-2           |

### Février
| Date       | Tournoi                                                                       | Vainqueurs                         | Finalistes                             | Score              |
| ---------- | ----------------------------------------------------------------------------- | ---------------------------------- | -------------------------------------- | ------------------ |
| 4 février  | RBC Tennis Championships of Dallas Dallas 135 400 $ – Dur (int.) – Tableaux   | Mitchell Krueger                   | Mackenzie McDonald                     | 4-6, 7-63, 6-1     |
| 4 février  | RBC Tennis Championships of Dallas Dallas 135 400 $ – Dur (int.) – Tableaux   | Marcos Giron Dennis Novikov        | Ante Pavić Ruan Roelofse               | 6-4, 7-63          |
| 4 février  | Chennai Open Chennai 54 160 $ – Dur – Tableaux                                | Corentin Moutet                    | Andrew Harris                          | 6-3, 6-3           |
| 4 février  | Chennai Open Chennai 54 160 $ – Dur – Tableaux                                | Gianluca Mager Andrea Pellegrino   | Matt Reid Luke Saville                 | 6-4, 7-67          |
| 4 février  | He-Do Hungarian Challenger Open Budapest 46 600 € – Dur (int.) – Tableaux     | Alexander Bublik                   | Roberto Marcora                        | 6-0, 6-3           |
| 4 février  | He-Do Hungarian Challenger Open Budapest 46 600 € – Dur (int.) – Tableaux     | Kevin Krawietz Filip Polášek       | Filippo Baldi Luca Margaroli           | 7-5, 7-65          |
| 11 février | Job Topgun Bangkok Open I Bangkok 54 160 $ – Dur – Tableaux                   | Henri Laaksonen                    | Dudi Sela                              | 6-2, 6-4           |
| 11 février | Job Topgun Bangkok Open I Bangkok 54 160 $ – Dur – Tableaux                   | Gong Maoxin Zhang Ze               | Hsieh Cheng-peng Christopher Rungkat   | 6-4, 6-4           |
| 11 février | Challenger Cherbourg-La Manche Cherbourg 46 600 € – Dur (int.) – Tableaux     | Ugo Humbert                        | Steve Darcis                           | 6-7, 6-3, 6-3      |
| 11 février | Challenger Cherbourg-La Manche Cherbourg 46 600 € – Dur (int.) – Tableaux     | Robert Galloway Nathaniel Lammons  | Javier Barranco Cosano Raúl Brancaccio | 4-6, 7-64, [10-8]  |
| 18 février | Job Topgun Bangkok Open II Bangkok 54 160 $ – Dur – Tableaux                  | James Duckworth                    | Alejandro Davidovich Fokina            | 6-4, 6-3           |
| 18 février | Job Topgun Bangkok Open II Bangkok 54 160 $ – Dur – Tableaux                  | Li Zhe Gonçalo Oliveira            | Enrique López Pérez Hiroki Moriya      | 6-2, 6-1           |
| 18 février | Trofeo Perrel - FAIP Bergame 46 600 € – Dur (int.) – Tableaux                 | Jannik Sinner                      | Roberto Marcora                        | 6-3, 6-1           |
| 18 février | Trofeo Perrel - FAIP Bergame 46 600 € – Dur (int.) – Tableaux                 | Laurynas Grigelis Zdeněk Kolář     | Tomislav Brkić Dustin Brown            | 7-5, 7-67          |
| 18 février | Morelos Open Credito Real Cuernavaca 54 160 $ – Dur – Tableaux                | Matías Franco Descotte             | Gonzalo Escobar                        | 6-1, 6-4           |
| 18 février | Morelos Open Credito Real Cuernavaca 54 160 $ – Dur – Tableaux                | André Göransson Marc-Andrea Hüsler | Gonzalo Escobar Luis David Martínez    | 6-3, 3-6 [11-9]    |
| 25 février | Oracle Challenger Series Indian Wells Indian Wells 162 480 $ – Dur – Tableaux | Kyle Edmund                        | Andrey Rublev                          | 6-3, 6-2           |
| 25 février | Oracle Challenger Series Indian Wells Indian Wells 162 480 $ – Dur – Tableaux | Juan Cruz Aragone Marcos Giron     | Darian King Hunter Reese               | 6-4, 6-4           |
| 25 février | Teréga Open Pau-Pyrénées Pau 69 280 € – Dur (int.) – Tableaux                 | Alexander Bublik                   | Norbert Gombos                         | 5-7, 6-3, 6-3      |
| 25 février | Teréga Open Pau-Pyrénées Pau 69 280 € – Dur (int.) – Tableaux                 | Scott Clayton Adil Shamasdin       | Sander Arends Tristan-Samuel Weissborn | 7-64, 5-7, [10-8]  |
| 25 février | Yokohama Keio Challenger Yokohama 54 160 $ – Dur – Tableaux                   | Kwon Soon-woo                      | Oscar Otte                             | 7-64, 6-3          |
| 25 février | Yokohama Keio Challenger Yokohama 54 160 $ – Dur – Tableaux                   | Moez Echargui Skander Mansouri     | Max Purcell Luke Saville               | 7-66, 63-7, [10-7] |

### Mars
| Date    | Tournoi                                                                                     | Vainqueurs                           | Finalistes                       | Score             |
| ------- | ------------------------------------------------------------------------------------------- | ------------------------------------ | -------------------------------- | ----------------- |
| 4 mars  | Zhuhai Open Zhuhai 54 160 $ – Dur – Tableaux                                                | Enrique López Pérez                  | Evgeny Karlovskiy                | 6-1, 6-4          |
| 4 mars  | Zhuhai Open Zhuhai 54 160 $ – Dur – Tableaux                                                | Gong Maoxin Zhang Ze                 | Max Purcell Luke Saville         | 6-4, 6-4          |
| 4 mars  | Cachantún Cup by Kia Santiago 54 160 $ – Terre battue – Tableaux                            | Hugo Dellien                         | Wu Tung-lin                      | 5-7, 7-61, 6-1    |
| 4 mars  | Cachantún Cup by Kia Santiago 54 160 $ – Terre battue – Tableaux                            | Franco Agamenone Fernando Romboli    | Facundo Argüello Martín Cuevas   | 7-65, 1-6, [10-6] |
| 11 mars | Arizona Tennis Classic Phoenix 162 480 $ – Dur – Tableaux                                   | Matteo Berrettini                    | Mikhail Kukushkin                | 3-6, 7-66, 7-62   |
| 11 mars | Arizona Tennis Classic Phoenix 162 480 $ – Dur – Tableaux                                   | Jamie Murray Neal Skupski            | Austin Krajicek Artem Sitak      | 62-7, 7-5, [10-6] |
| 11 mars | Pingshan Open Shenzhen 81 240 $ – Dur – Tableaux                                            | Márcos Baghdatís                     | Stefano Napolitano               | 6-2, 3-6, 6-4     |
| 11 mars | Pingshan Open Shenzhen 81 240 $ – Dur – Tableaux                                            | Hsieh Cheng-peng Christopher Rungkat | Li Zhe Gonçalo Oliveira          | 6-4, 3-6, [10-6]  |
| 11 mars | Challenger Banque Nationale de Drummondville Drummondville 54 160 $ – Dur (int.) – Tableaux | Ričardas Berankis                    | Yannick Maden                    | 6-3, 7-5          |
| 11 mars | Challenger Banque Nationale de Drummondville Drummondville 54 160 $ – Dur (int.) – Tableaux | Scott Clayton Adil Shamasdin         | Matt Reid John-Patrick Smith     | 7-5, 3-6, [10-5]  |
| 18 mars | Zhangjiagang International Challenger Zhangjiagang 54 160 $ – Dur – Tableaux                | Marc Polmans                         | Lorenzo Giustino                 | 6-4, 4-6, 7-64    |
| 18 mars | Zhangjiagang International Challenger Zhangjiagang 54 160 $ – Dur – Tableaux                | Max Purcell Luke Saville             | Sriram Balaji Hans Hach Verdugo  | 6-2, 7-65         |
| 18 mars | Play In Challenger Lille Lille 46 600 € – Dur (int.) – Tableaux                             | Grégoire Barrère                     | Yannick Maden                    | 6-2, 4-6, 6-4     |
| 18 mars | Play In Challenger Lille Lille 46 600 € – Dur (int.) – Tableaux                             | Romain Arneodo Hugo Nys              | Jonathan Erlich Fabrice Martin   | 7-5, 5-7, [10-8]  |
| 25 mars | Casino Admiral Trophy Marbella 46 600 € – Terre battue – Tableaux                           | Pablo Andújar                        | Benoît Paire                     | 4-6, 7-66, 6-4    |
| 25 mars | Casino Admiral Trophy Marbella 46 600 € – Terre battue – Tableaux                           | Kevin Krawietz Andreas Mies          | Sander Gillé Joran Vliegen       | 7-66, 2-6, [10-6] |
| 25 mars | Open Harmonie Mutuelle Saint-Brieuc 46 600 € – Dur (int.) – Tableaux                        | Kamil Majchrzak                      | Maxime Janvier                   | 6-3, 7-61         |
| 25 mars | Open Harmonie Mutuelle Saint-Brieuc 46 600 € – Dur (int.) – Tableaux                        | Jonathan Erlich Fabrice Martin       | Jonathan Eysseric Antonio Šančić | 7-62, 7-62        |

### Avril
| Date      | Tournoi                                                                                         | Vainqueurs                                | Finalistes                             | Score              |
| --------- | ----------------------------------------------------------------------------------------------- | ----------------------------------------- | -------------------------------------- | ------------------ |
| 1er avril | Abierto GNP Seguros Monterrey 162 480 $ – Dur – Tableaux                                        | Alexander Bublik                          | Emilio Gómez                           | 6-3, 6-2           |
| 1er avril | Abierto GNP Seguros Monterrey 162 480 $ – Dur – Tableaux                                        | Evan King Nathan Pasha                    | Santiago González Aisam-Ul-Haq Qureshi | 7-5, 6-2           |
| 1er avril | Mouratoglou Open Sophia Antipolis 69 280 € – Terre battue – Tableaux                            | Dustin Brown                              | Filip Krajinović                       | 6-3, 7-5           |
| 1er avril | Mouratoglou Open Sophia Antipolis 69 280 € – Terre battue – Tableaux                            | Thiemo de Bakker Robin Haase              | Enzo Couacaud Tristan Lamasine         | 6-4, 6-4           |
| 1er avril | JC Ferrero Challenger Open Alicante 46 600 € – Terre battue – Tableaux                          | Pablo Andújar                             | Pedro Martínez                         | 6-3, 3-6, 6-3      |
| 1er avril | JC Ferrero Challenger Open Alicante 46 600 € – Terre battue – Tableaux                          | Thomaz Bellucci Guillermo Durán           | Gerard Granollers Pedro Martínez       | 2-6, 7-5, [10-5]   |
| 8 avril   | Taiwan Santaizi Challenger Taipei 162 480 $ – Dur (int.) – Tableaux                             | Dennis Novak                              | Serhiy Stakhovsky                      | 6-2, 6-4           |
| 8 avril   | Taiwan Santaizi Challenger Taipei 162 480 $ – Dur (int.) – Tableaux                             | Sriram Balaji Jonathan Erlich             | Sander Arends Tristan-Samuel Weissborn | 6-3, 6-2           |
| 8 avril   | Open Citta' della Disfida Barletta 46 600 € – Terre battue – Tableaux                           | Gianluca Mager                            | Nikola Milojević                       | 7-67, 5-7, 3-2 ab. |
| 8 avril   | Open Citta' della Disfida Barletta 46 600 € – Terre battue – Tableaux                           | Denys Molchanov Igor Zelenay              | Tomislav Brkić Tomislav Draganja       | 7-61, 6-4          |
| 8 avril   | Murcia Open Murcie 46 600 € – Terre battue – Tableaux                                           | Roberto Carballés Baena                   | Mikael Ymer                            | 2-6, 6-0, 6-2      |
| 8 avril   | Murcia Open Murcie 46 600 € – Terre battue – Tableaux                                           | Marcus Daniell David Marrero              | Rameez Junaid Andrei Vasilevski        | 6-4, 6-4           |
| 15 avril  | Kunming Open Anning 162 480 $ – Terre battue – Tableaux                                         | Jay Clarke                                | Prajnesh Gunneswaran                   | 6-4, 6-3           |
| 15 avril  | Kunming Open Anning 162 480 $ – Terre battue – Tableaux                                         | Max Purcell Luke Saville                  | David Pel Hans Podlipnik-Castillo      | 4-6, 7-5, [10-5]   |
| 15 avril  | Elizabeth Moore Sarasota Open Sarasota 108 320 $ – Terre battue – Tableaux                      | Tommy Paul                                | Tennys Sandgren                        | 6-3, 6-4           |
| 15 avril  | Elizabeth Moore Sarasota Open Sarasota 108 320 $ – Terre battue – Tableaux                      | Martín Cuevas Paolo Lorenzi               | Luke Bambridge Jonny O'Mara            | 7-65, 7-66         |
| 15 avril  | Tunis Open Tunis 54 160 $ – Terre battue – Tableaux                                             | Pablo Cuevas                              | João Domingues                         | 7-5, 6-4           |
| 15 avril  | Tunis Open Tunis 54 160 $ – Terre battue – Tableaux                                             | Ruben Bemelmans Tim Pütz                  | Facundo Argüello Guillermo Durán       | 6-3, 6-1           |
| 15 avril  | San Luis Open Challenger San Luis Potosí 54 160 $ – Terre battue – Tableaux                     | Marc-Andrea Hüsler                        | Adrián Menéndez Maceiras               | 7-5, 7-63          |
| 15 avril  | San Luis Open Challenger San Luis Potosí 54 160 $ – Terre battue – Tableaux                     | Marcelo Arévalo Miguel Ángel Reyes-Varela | Ariel Behar Roberto Quiroz             | 1-6, 6-4, [12-10]  |
| 22 avril  | Ganjiagang New Area International Challenger Nanchang 54 160 $ – Terre battue (int.) – Tableaux | Andrej Martin                             | Jordan Thompson                        | 6-4, 1-6, 6-3      |
| 22 avril  | Ganjiagang New Area International Challenger Nanchang 54 160 $ – Terre battue (int.) – Tableaux | Sander Arends Tristan-Samuel Weissborn    | Alex Bolt Akira Santillan              | 6-2, 6-4           |
| 22 avril  | Internazionali di tennis d'Abruzzo Francavilla al Mare 46 600 € – Terre battue – Tableaux       | Stefano Travaglia                         | Oscar Otte                             | 6-3, 63-7, 6-3     |
| 22 avril  | Internazionali di tennis d'Abruzzo Francavilla al Mare 46 600 € – Terre battue – Tableaux       | Denys Molchanov Igor Zelenay              | Guillermo Durán David Vega Hernández   | 6-3, 6-2           |
| 22 avril  | Torneo Challenger León León 54 160 $ – Dur – Tableaux                                           | Blaž Rola                                 | Liam Broady                            | 6-4, 4-6, 6-3      |
| 22 avril  | Torneo Challenger León León 54 160 $ – Dur – Tableaux                                           | Lucas Miedler Sebastian Ofner             | Matt Reid John-Patrick Smith           | 4-6, 6-4, [10-6]   |
| 22 avril  | Tallahassee Tennis Challenger Tallahassee 54 160 $ – Terre battue – Tableaux                    | Emilio Gómez                              | Tommy Paul                             | 6-2, 6-2           |
| 22 avril  | Tallahassee Tennis Challenger Tallahassee 54 160 $ – Terre battue – Tableaux                    | Roberto Maytín Fernando Romboli           | Thai-Son Kwiatkowski Noah Rubin        | 6-2, 4-6, [10-7]   |
| 29 avril  | BNP Paribas Primrose Bordeaux 114 800 € – Terre battue – Tableaux                               | Lucas Pouille                             | Mikael Ymer                            | 6-3, 6-3           |
| 29 avril  | BNP Paribas Primrose Bordeaux 114 800 € – Terre battue – Tableaux                               | Grégoire Barrère Quentin Halys            | Romain Arneodo Hugo Nys                | 6-4, 6-1           |
| 29 avril  | Puerto Vallarta Open Puerto Vallarta 135 400 $ – Dur – Tableaux                                 | Sebastian Ofner                           | John-Patrick Smith                     | 7-68, 3-6, 6-3     |
| 29 avril  | Puerto Vallarta Open Puerto Vallarta 135 400 $ – Dur – Tableaux                                 | Matt Reid John-Patrick Smith              | Gonzalo Escobar Luis David Martínez    | 7-610, 6-3         |
| 29 avril  | Vitro Seoul Open Challenger Séoul 108 320 $ – Dur – Tableaux                                    | Kwon Soon-woo                             | Max Purcell                            | 7-5, 7-5           |
| 29 avril  | Vitro Seoul Open Challenger Séoul 108 320 $ – Dur – Tableaux                                    | Max Purcell Luke Saville                  | Ruben Bemelmans Serhiy Stakhovsky      | 6-4, 7-67          |
| 29 avril  | Prosperita Open by Moneta Ostrava 46 600 € – Terre battue – Tableaux                            | Kamil Majchrzak                           | Jannik Sinner                          | 6-1, 6-0           |
| 29 avril  | Prosperita Open by Moneta Ostrava 46 600 € – Terre battue – Tableaux                            | Luca Margaroli Filip Polášek              | Thiemo de Bakker Tallon Griekspoor     | 6-4, 2-6, [10-8]   |
| 29 avril  | St. Joseph's/Candler Savannah Challenger Savannah 54 160 $ – Terre battue – Tableaux            | Federico Coria                            | Paolo Lorenzi                          | 6-3, 4-6, 6-2      |
| 29 avril  | St. Joseph's/Candler Savannah Challenger Savannah 54 160 $ – Terre battue – Tableaux            | Roberto Maytín Fernando Romboli           | Manuel Guinard Arthur Rinderknech      | 65-7, 6-4, [11-9]  |

### Mai
| Date   | Tournoi                                                                              | Vainqueurs                           | Finalistes                         | Score            |
| ------ | ------------------------------------------------------------------------------------ | ------------------------------------ | ---------------------------------- | ---------------- |
| 6 mai  | Busan Open Challenger Busan 162 480 $ – Dur – Tableaux                               | Ričardas Berankis                    | Andrew Harris                      | 7-65, 6-2        |
| 6 mai  | Busan Open Challenger Busan 162 480 $ – Dur – Tableaux                               | Hsieh Cheng-peng Christopher Rungkat | Toshihide Matsui Vishnu Vardhan    | 7-67, 6-1        |
| 6 mai  | Open du Pays d'Aix Aix-en-Provence 137 560 € – Terre battue – Tableaux               | Pablo Cuevas                         | Quentin Halys                      | 7-5, 3-6, 6-2    |
| 6 mai  | Open du Pays d'Aix Aix-en-Provence 137 560 € – Terre battue – Tableaux               | Kevin Krawietz Jürgen Melzer         | Frederik Nielsen Tim Pütz          | 7-65, 6-2        |
| 6 mai  | Roma Garden Open Rome 46 600 € – Terre battue – Tableaux                             | Henri Laaksonen                      | Gian Marco Moroni                  | 62-7, 7-62, 6-2  |
| 6 mai  | Roma Garden Open Rome 46 600 € – Terre battue – Tableaux                             | Philipp Oswald Filip Polášek         | Nikola Čačić Adam Pavlásek         | Forfait          |
| 6 mai  | Braga Open Braga 46 600 € – Terre battue – Tableaux                                  | João Domingues                       | Facundo Bagnis                     | 65-7, 6-2, 6-3   |
| 6 mai  | Braga Open Braga 46 600 € – Terre battue – Tableaux                                  | Gerard Granollers Fabrício Neis      | Kimmer Coppejans Zdeněk Kolář      | 6-4, 6-3         |
| 6 mai  | Shymkent Challenger Chimkent 54 160 $ – Terre battue – Tableaux                      | Andrej Martin                        | Dmitry Popko                       | 5-7, 6-4, 6-4    |
| 6 mai  | Shymkent Challenger Chimkent 54 160 $ – Terre battue – Tableaux                      | Jurij Rodionov Emil Ruusuvuori       | Gonçalo Oliveira Andrei Vasilevski | 6-4, 3-6, [10-8] |
| 13 mai | Heilbronner Neckarcup Heilbronn 92 040 € – Terre battue – Tableaux                   | Filip Krajinović                     | Arthur De Greef                    | 6-3, 6-1         |
| 13 mai | Heilbronner Neckarcup Heilbronn 92 040 € – Terre battue – Tableaux                   | Kevin Krawietz Andreas Mies          | Andre Begemann Fabrice Martin      | 6-2, 6-4         |
| 13 mai | Gwangju Open Challenger Gwangju 54 160 $ – Dur – Tableaux                            | Jason Jung                           | Dudi Sela                          | 6-4, 6-2         |
| 13 mai | Gwangju Open Challenger Gwangju 54 160 $ – Dur – Tableaux                            | Hsieh Cheng-peng Christopher Rungkat | Nam Ji-sung Song Min-kyu           | 6-3, 3-6, [10-6] |
| 13 mai | Samarkand Challenger Samarcande 54 160 $ – Terre battue – Tableaux                   | João Menezes                         | Corentin Moutet                    | 7-62, 7-67       |
| 13 mai | Samarkand Challenger Samarcande 54 160 $ – Terre battue – Tableaux                   | Gonçalo Oliveira Andrei Vasilevski   | Sergey Fomin Teymuraz Gabashvili   | 3-6, 6-3, [10-4] |
| 13 mai | Lisboa Belém Open Lisbonne 46 600 € – Terre battue – Tableaux                        | Roberto Carballés Baena              | Facundo Bagnis                     | 2-6, 7-65, 6-1   |
| 13 mai | Lisboa Belém Open Lisbonne 46 600 € – Terre battue – Tableaux                        | Philipp Oswald Filip Polášek         | Guido Andreozzi Guillermo Durán    | 7-5, 6-2         |
| 20 mai | Jerusalem Volvo Open Jérusalem 54 160 $ – Dur – Tableaux                             | Danilo Petrović                      | Filip Peliwo                       | 7-63, 68-7, 6-1  |
| 20 mai | Jerusalem Volvo Open Jérusalem 54 160 $ – Dur – Tableaux                             | Ariel Behar Gonzalo Escobar          | Evan King Julian Ocleppo           | 6-4, 7-65        |
| 27 mai | Internazionali di tennis Citta di Vicenza Vicence 46 600 € – Terre battue – Tableaux | Alessandro Giannessi                 | Filippo Baldi                      | 7-5, 6-2         |
| 27 mai | Internazionali di tennis Citta di Vicenza Vicence 46 600 € – Terre battue – Tableaux | Gonçalo Oliveira Andrei Vasilevski   | Fabrício Neis Fernando Romboli     | 6-3, 6-4         |

### Juin
| Date    | Tournoi                                                                          | Vainqueurs                             | Finalistes                         | Score              |
| ------- | -------------------------------------------------------------------------------- | -------------------------------------- | ---------------------------------- | ------------------ |
| 3 juin  | Surbiton Trophy Surbiton 137 560 € – Gazon – Tableaux                            | Daniel Evans                           | Viktor Troicki                     | 6-2, 6-3           |
| 3 juin  | Surbiton Trophy Surbiton 137 560 € – Gazon – Tableaux                            | Marcel Granollers Ben McLachlan        | Kwon Soon-woo Ramkumar Ramanathan  | 4-6, 6-3, [10-2]   |
| 3 juin  | Moneta Czech Open Prostějov 92 040 € – Terre battue – Tableaux                   | Pablo Andújar                          | Attila Balázs                      | 6-2, 7-5           |
| 3 juin  | Moneta Czech Open Prostějov 92 040 € – Terre battue – Tableaux                   | Philipp Oswald Filip Polášek           | Jiří Lehečka Jiří Veselý           | 6-4, 7-64          |
| 3 juin  | Poznań Open Poznań 69 280 € – Terre battue – Tableaux                            | Tommy Robredo                          | Rudolf Molleker                    | 5-7, 6-4, 6-1      |
| 3 juin  | Poznań Open Poznań 69 280 € – Terre battue – Tableaux                            | Andrea Vavassori David Vega Hernández  | Pedro Martínez Mark Vervoort       | 6-4, 64-7, [10-6]  |
| 3 juin  | Baptist Health Little Rock Open Little Rock 81 240 $ – Dur – Tableaux            | Dudi Sela                              | Lee Duck-hee                       | 6-1, 4-3 ab.       |
| 3 juin  | Baptist Health Little Rock Open Little Rock 81 240 $ – Dur – Tableaux            | Matías Franco Descotte Orlando Luz     | Treat Conrad Huey Max Schnur       | 7-5, 1-6, [12-10]  |
| 3 juin  | Almaty Challenger Almaty 54 160 $ – Terre battue – Tableaux                      | Lorenzo Giustino                       | Federico Coria                     | 6-4, 6-4           |
| 3 juin  | Almaty Challenger Almaty 54 160 $ – Terre battue – Tableaux                      | Andrej Martin Hans Podlipnik-Castillo  | Gonçalo Oliveira Andrei Vasilevski | 7-64, 3-6, [10-8]  |
| 10 juin | Nature Valley Open Nottingham 137 560 € – Gazon – Tableaux                       | Daniel Evans                           | Evgeny Donskoy                     | 7-63, 6-3          |
| 10 juin | Nature Valley Open Nottingham 137 560 € – Gazon – Tableaux                       | Santiago González Aisam-Ul-Haq Qureshi | Gong Maoxin Zhang Ze               | 4-6, 7-65, [10-5]  |
| 10 juin | Open Sopra Steria de Lyon Lyon 92 040 € – Terre battue – Tableaux                | Corentin Moutet                        | Elias Ymer                         | 6-4, 6-4           |
| 10 juin | Open Sopra Steria de Lyon Lyon 92 040 € – Terre battue – Tableaux                | Philipp Oswald Filip Polášek           | Simone Bolelli Andrea Pellegrino   | 6-4, 7-62          |
| 10 juin | Shymkent Challenger II Chimkent 54 160 $ – Terre battue – Tableaux               | Andrej Martin                          | Stefano Travaglia                  | 6-4, 6-4           |
| 10 juin | Shymkent Challenger II Chimkent 54 160 $ – Terre battue – Tableaux               | Nikola Čačić Yang Tsung-hua            | André Göransson Marc-Andrea Hüsler | 6-4, 6-4           |
| 10 juin | June Columbus Challenger Columbus 54 160 $ – Dur (int.) – Tableaux               | Mikael Torpegaard                      | Nam Ji-sung                        | 6-1, 7-5           |
| 10 juin | June Columbus Challenger Columbus 54 160 $ – Dur (int.) – Tableaux               | Roberto Maytín Jackson Withrow         | Hans Hach Verdugo Donald Young     | 64-7, 7-62, [10-5] |
| 17 juin | Ilkley Trophy Ilkley 137 560 € – Gazon – Tableaux                                | Dominik Köpfer                         | Dennis Novak                       | 3-6, 6-3, 7-65     |
| 17 juin | Ilkley Trophy Ilkley 137 560 € – Gazon – Tableaux                                | Santiago González Aisam-Ul-Haq Qureshi | Marcus Daniell Leander Paes        | 6-3, 6-4           |
| 17 juin | Bratislava Open Bratislava 69 280 € – Terre battue – Tableaux                    | Norbert Gombos                         | Attila Balázs                      | 6-3, 3-6, 6-2      |
| 17 juin | Bratislava Open Bratislava 69 280 € – Terre battue – Tableaux                    | Sander Gillé Joran Vliegen             | Lukáš Klein Alex Molčan            | 6-2, 7-5           |
| 17 juin | Fergana Challenger Ferghana 54 160 $ – Dur – Tableaux                            | Emil Ruusuvuori                        | Roberto Cid Subervi                | 6-3, 6-2           |
| 17 juin | Fergana Challenger Ferghana 54 160 $ – Dur – Tableaux                            | Evan King Hunter Reese                 | Nikola Čačić Yang Tsung-hua        | 6-3, 5-7, [10-4]   |
| 17 juin | Internationaux de tennis de Blois Blois 46 600 € – Terre battue – Tableaux       | Pedro Sousa                            | Kimmer Coppejans                   | 6-4, 3-6, 7-64     |
| 17 juin | Internationaux de tennis de Blois Blois 46 600 € – Terre battue – Tableaux       | Corentin Denolly Alexandre Müller      | Sergio Galdós Andreas Siljeström   | 7-5, 65-7, [10-6]  |
| 17 juin | Internazionali di tennis Emilia Romagna Parme 46 600 € – Terre battue – Tableaux | Tommy Robredo                          | Federico Gaio                      | 7-610, 5-7, 7-66   |
| 17 juin | Internazionali di tennis Emilia Romagna Parme 46 600 € – Terre battue – Tableaux | Laurynas Grigelis Andrea Pellegrino    | Ariel Behar Gonzalo Escobar        | 1-6, 6-3, [10-7]   |
| 24 juin | Aspria Tennis Cup - Trofeo BCS Milan 46 600 € – Terre battue – Tableaux          | Hugo Dellien                           | Danilo Petrović                    | 7-5, 6-4           |
| 24 juin | Aspria Tennis Cup - Trofeo BCS Milan 46 600 € – Terre battue – Tableaux          | Tomislav Brkić Ante Pavić              | Andrei Vasilevski Andrea Vavassori | 7-66, 6-2          |

### Juillet
| Date        | Tournoi                                                                              | Vainqueurs                           | Finalistes                               | Score             |
| ----------- | ------------------------------------------------------------------------------------ | ------------------------------------ | ---------------------------------------- | ----------------- |
| 1er juillet | Ludwigshafen Challenger Ludwigshafen 46 600 € – Terre battue – Tableaux              | Yannick Hanfmann                     | Filip Horanský                           | 6-3, 6-1          |
| 1er juillet | Ludwigshafen Challenger Ludwigshafen 46 600 € – Terre battue – Tableaux              | Nathaniel Lammons Fernando Romboli   | João Domingues Pedro Sousa               | 7-64, 6-1         |
| 1er juillet | Guzzini Challenger Recanati 46 600 € – Dur – Tableaux                                | Egor Gerasimov                       | Roberto Marcora                          | 6-2, 7-5          |
| 1er juillet | Guzzini Challenger Recanati 46 600 € – Dur – Tableaux                                | Gonçalo Oliveira Ramkumar Ramanathan | Andrea Vavassori David Vega Hernández    | 6-2, 6-4          |
| 8 juillet   | Sparkassen Open Brunswick 69 280 € – Terre battue – Tableaux                         | Thiago Monteiro                      | Tobias Kamke                             | 7-66, 6-1         |
| 8 juillet   | Sparkassen Open Brunswick 69 280 € – Terre battue – Tableaux                         | Simone Bolelli Guillermo Durán       | Nathaniel Lammons Antonio Šančić         | 6-3, 6-2          |
| 8 juillet   | Citta di Perugia-Sidernestor Tennis Cup Pérouse 46 600 € – Terre battue – Tableaux   | Federico Delbonis                    | Guillermo García-López                   | 6-0, 1-6, 7-65    |
| 8 juillet   | Citta di Perugia-Sidernestor Tennis Cup Pérouse 46 600 € – Terre battue – Tableaux   | Tomislav Brkić Ante Pavić            | Rogério Dutra Silva Szymon Walków        | 6-4, 6-3          |
| 8 juillet   | Nielsen Pro Tennis Championship Winnetka 54 160 $ – Dur – Tableaux                   | Bradley Klahn                        | Jason Kubler                             | 6-2, 7-5          |
| 8 juillet   | Nielsen Pro Tennis Championship Winnetka 54 160 $ – Dur – Tableaux                   | Juan Cruz Aragone Bradley Klahn      | Christopher Eubanks Thai-Son Kwiatkowski | 7-5, 6-4          |
| 8 juillet   | Winnipeg National Bank Challenger Winnipeg 54 160 $ – Dur – Tableaux                 | Norbert Gombos                       | Brayden Schnur                           | 7-63, 6-3         |
| 8 juillet   | Winnipeg National Bank Challenger Winnipeg 54 160 $ – Dur – Tableaux                 | Darian King Peter Polansky           | Hunter Reese Adil Shamasdin              | 7-68, 6-3         |
| 15 juillet  | President's Cup Noursoultan 135 400 $ – Dur – Tableaux                               | Evgeny Donskoy                       | Sebastian Korda                          | 7-65, 3-6, 6-4    |
| 15 juillet  | President's Cup Noursoultan 135 400 $ – Dur – Tableaux                               | Andrey Golubev Aleksandr Nedovyesov  | Chung Yun-seong Nam Ji-sung              | 6-4, 6-4          |
| 15 juillet  | San Benedetto Tennis Cup San Benedetto del Tronto 46 600 € – Terre battue – Tableaux | Renzo Olivo                          | Alessandro Giannessi                     | 5-7, 7-64, 6-4    |
| 15 juillet  | San Benedetto Tennis Cup San Benedetto del Tronto 46 600 € – Terre battue – Tableaux | Ivan Sabanov Matej Sabanov           | Sergio Galdós Juan Pablo Varillas        | 6-4, 4-6, [10-5]  |
| 15 juillet  | Van Mossel-Kia Dutch Open Amersfoort 46 600 € – Terre battue – Tableaux              | Mats Moraing                         | Kimmer Coppejans                         | 6-2, 3-6, 6-3     |
| 15 juillet  | Van Mossel-Kia Dutch Open Amersfoort 46 600 € – Terre battue – Tableaux              | Harri Heliövaara Emil Ruusuvuori     | Jesper de Jong Ryan Nijboer              | 6-3, 6-4          |
| 15 juillet  | Challenger Banque Nationale de Gatineau Gatineau 54 160 $ – Dur – Tableaux           | Jason Kubler                         | Enzo Couacaud                            | 6-4, 6-4          |
| 15 juillet  | Challenger Banque Nationale de Gatineau Gatineau 54 160 $ – Dur – Tableaux           | Alex Lawson Marc Polmans             | Hans Hach Verdugo Dennis Novikov         | 6-4, 3-6, [10-7]  |
| 22 juillet  | Challenger Banque Nationale de Granby Granby 81 240 $ – Dur – Tableaux               | Ernesto Escobedo                     | Yasutaka Uchiyama                        | 7-65, 6-4         |
| 22 juillet  | Challenger Banque Nationale de Granby Granby 81 240 $ – Dur – Tableaux               | André Göransson Sem Verbeek          | Li Zhe Hugo Nys                          | 6-2, 6-4          |
| 22 juillet  | Advantage Cars Prague Open Prague 46 600 € – Terre battue – Tableaux                 | Mario Vilella Martínez               | Tseng Chun-hsin                          | 6-4, 6-2          |
| 22 juillet  | Advantage Cars Prague Open Prague 46 600 € – Terre battue – Tableaux                 | Ariel Behar Gonzalo Escobar          | Andrey Golubev Aleksandr Nedovyesov      | 64-7, 7-5, [10-8] |
| 22 juillet  | Aamulehti Tampere Open Tampere 46 600 € – Terre battue – Tableaux                    | Mikael Ymer                          | Tallon Griekspoor                        | 6-3, 5-7, 6-3     |
| 22 juillet  | Aamulehti Tampere Open Tampere 46 600 € – Terre battue – Tableaux                    | Sander Arends David Pel              | Ivan Nedelko Alexander Zhurbin           | 6-0, 6-2          |
| 22 juillet  | Levene Gouldin & Thompson Tennis Challenger Binghamton 54 160 $ – Dur – Tableaux     | Yuichi Sugita                        | João Menezes                             | 7-62, 1-6, 6-2    |
| 22 juillet  | Levene Gouldin & Thompson Tennis Challenger Binghamton 54 160 $ – Dur – Tableaux     | Max Purcell Luke Saville             | Juan Cruz Aragone Alex Lawson            | 6-4, 4-6, [10-5]  |
| 29 juillet  | International Challenger Chengdu Chengdu 135 400 $ – Dur – Tableaux                  | Chung Hyeon                          | Yuichi Sugita                            | 6-4, 6-3          |
| 29 juillet  | International Challenger Chengdu Chengdu 135 400 $ – Dur – Tableaux                  | Arjun Kadhe Saketh Mineni            | Nam Ji-sung Song Min-kyu                 | 6-3, 0-6, [10-6]  |
| 29 juillet  | BNP Paribas Sopot Open Sopot 92 040 € – Terre battue – Tableaux                      | Stefano Travaglia                    | Filip Horanský                           | 6-4, 2-6, 6-2     |
| 29 juillet  | BNP Paribas Sopot Open Sopot 92 040 € – Terre battue – Tableaux                      | Andre Begemann Florin Mergea         | Karol Drzewiecki Mateusz Kowalczyk       | 6-1, 3-6, [10-8]  |
| 29 juillet  | Open Castilla y León Ségovie 69 280 € – Dur – Tableaux                               | Nicola Kuhn                          | Pavel Kotov                              | 6-2, 7-64         |
| 29 juillet  | Open Castilla y León Ségovie 69 280 € – Dur – Tableaux                               | Sander Arends David Pel              | Orlando Luz Felipe Meligeni Alves        | 6-4, 7-63         |
| 29 juillet  | Svijany Open Liberec 46 600 € – Terre battue – Tableaux                              | Nikola Milojević                     | Rogério Dutra Silva                      | 6-3, 3-6, 6-4     |
| 29 juillet  | Svijany Open Liberec 46 600 € – Terre battue – Tableaux                              | Jonáš Forejtek Michael Vrbenský      | Nikola Čačić Antonio Šančić              | 6-4, 6-3          |
| 29 juillet  | Kentucky Bank Tennis Championships Lexington 54 160 $ – Dur – Tableaux               | Jannik Sinner                        | Alex Bolt                                | 6-4, 3-6, 6-4     |
| 29 juillet  | Kentucky Bank Tennis Championships Lexington 54 160 $ – Dur – Tableaux               | Diego Hidalgo Martin Redlicki        | Roberto Maytin Jackson Withrow           | 6-2, 6-2          |

### Août
| Date    | Tournoi | Vainqueurs                                | Finalistes                             | Score              |
| ------- | --- | ----------------------------------------- | -------------------------------------- | ------------------ |
| 5 août  | Nordic Naturals Challenger Aptos 81 240 $ – Dur – Tableaux                                                  | Steve Johnson                             | Dominik Köpfer                         | 6-4, 7-64          |
| 5 août  | Nordic Naturals Challenger Aptos 81 240 $ – Dur – Tableaux                                                  | Marcelo Arévalo Miguel Ángel Reyes-Varela | Nathan Pasha Max Schnur                | 5-7, 6-3, [10-8]   |
| 5 août  | Schwaben Open Augsbourg 46 600 € – Terre battue – Tableaux                                                  | Yannick Hanfmann                          | Emil Ruusuvuori                        | 2-6, 6-4, 7-5      |
| 5 août  | Schwaben Open Augsbourg 46 600 € – Terre battue – Tableaux                                                  | Andrei Vasilevski Igor Zelenay            | Ivan Sabanov Matej Sabanov             | 4-6, 6-4, [10-3]   |
| 5 août  | Internazionali di Tennis Manerbio - Trofeo Dimmidisi Manerbio 46 600 € – Terre battue – Tableaux            | Federico Gaio                             | Paolo Lorenzi                          | 6-3, 6-1           |
| 5 août  | Internazionali di Tennis Manerbio - Trofeo Dimmidisi Manerbio 46 600 € – Terre battue – Tableaux            | Fabrício Neis Fernando Romboli            | Sadio Doumbia Fabien Reboul            | 6-4, 7-64          |
| 5 août  | Yokkaichi Challenger Yokkaichi 54 160 $ – Dur – Tableaux                                                    | Yuichi Sugita                             | James Duckworth                        | 3-6, 6-3, 7-61     |
| 5 août  | Yokkaichi Challenger Yokkaichi 54 160 $ – Dur – Tableaux                                                    | Nam Ji-sung Song Min-kyu                  | Gong Maoxin Zhang Ze                   | 6-3, 3-6, [14-12]  |
| 12 août | Odlum Brown Vanopen Vancouver 108 320 $ – Dur – Tableaux                                                    | Ričardas Berankis                         | Jason Jung                             | 6-3, 5-7, 6-4      |
| 12 août | Odlum Brown Vanopen Vancouver 108 320 $ – Dur – Tableaux                                                    | Robert Lindstedt Jonny O'Mara             | Treat Huey Adil Shamasdin              | 6-2, 7-5           |
| 12 août | Acqua Dolomia Serena Wines Tennis Cup - Internazionali del FVG Cordenons 69 280 € – Terre battue – Tableaux | Christopher O'Connell                     | Jeremy Jahn                            | 7-5, 6-2           |
| 12 août | Acqua Dolomia Serena Wines Tennis Cup - Internazionali del FVG Cordenons 69 280 € – Terre battue – Tableaux | Tomislav Brkić Ante Pavić                 | Nikola Čačić Antonio Šančić            | 6-2, 6-3           |
| 12 août | Tennis Open Stadtwerke Meerbusch Meerbusch 46 600 € – Terre battue – Tableaux                               | Pedro Sousa                               | Pedja Krstin                           | 7-64, 4-6, 6-3     |
| 12 août | Tennis Open Stadtwerke Meerbusch Meerbusch 46 600 € – Terre battue – Tableaux                               | Andre Begemann Florin Mergea              | Sriram Balaji Vishnu Vardhan           | 7-61, 64-7, [10-3] |
| 12 août | Zavarovalnica Sava Slovenia Open Portorož 46 600 € – Dur – Tableaux                                         | Aljaž Bedene                              | Viktor Durasovic                       | 7-5, 6-3           |
| 12 août | Zavarovalnica Sava Slovenia Open Portorož 46 600 € – Dur – Tableaux                                         | Teymuraz Gabashvili Carlos Gómez-Herrera  | Lucas Miedler Tristan-Samuel Weissborn | 6-3, 6-2           |
| 19 août | Internazionali di Tennis Città dell'Aquila L'Aquila 46 600 € – Dur – Tableaux                               | Andrea Collarini                          | Andrej Martin                          | 6-3, 6-1           |
| 19 août | Internazionali di Tennis Città dell'Aquila L'Aquila 46 600 € – Dur – Tableaux                               | Tomislav Brkić Ante Pavić                 | Luca Margaroli Andrea Vavassori        | 6-2, 6-2           |
| 26 août | International Challenger Baotou Baotou 54 160 $ – Terre battue (int.) – Tableaux                            | James Duckworth                           | Sasi Kumar Mukund                      | 6-4, 6-3           |
| 26 août | International Challenger Baotou Baotou 54 160 $ – Terre battue (int.) – Tableaux                            | Nam Ji-sung Song Min-kyu                  | Teymuraz Gabashvili Sasi Kumar Mukund  | 7-63, 6-2          |
| 26 août | Torneo Citta di Como Côme 46 600 € – Terre battue – Tableaux                                                | Facundo Mena                              | Andrej Martin                          | 2-6, 6-4, 6-1      |
| 26 août | Torneo Citta di Como Côme 46 600 € – Terre battue – Tableaux                                                | Andre Begemann Florin Mergea              | Fabrício Neis Pedro Sousa              | 5-7, 7-5, [14-12]  |
| 26 août | Rafa Nadal Open by Sotheby's International Realty Majorque 46 600 € – Dur – Tableaux                        | Emil Ruusuvuori                           | Matteo Viola                           | 6-0, 6-1           |
| 26 août | Rafa Nadal Open by Sotheby's International Realty Majorque 46 600 € – Dur – Tableaux                        | Sander Arends David Pel                   | Karol Drzewiecki Szymon Walków         | 7-5, 6-4           |

### Septembre
| Date         | Tournoi                                                                                 | Vainqueurs                          | Finalistes                                       | Score              |
| ------------ | --------------------------------------------------------------------------------------- | ----------------------------------- | ------------------------------------------------ | ------------------ |
| 2 septembre  | Jinan Open Jinan 162 480 $ – Dur – Tableaux                                             | Zhang Zhizhen                       | Go Soeda                                         | 7-5, 2-6, 6-4      |
| 2 septembre  | Jinan Open Jinan 162 480 $ – Dur – Tableaux                                             | Matthew Ebden Divij Sharan          | Nam Ji-sung Song Min-kyu                         | 7-64, 5-7, [10-3]  |
| 2 septembre  | Oracle Challenger Series - New Haven New Haven 162 480 $ – Dur – Tableaux               | Tommy Paul                          | Marcos Giron                                     | 6-3, 6-3           |
| 2 septembre  | Oracle Challenger Series - New Haven New Haven 162 480 $ – Dur – Tableaux               | Robert Galloway Nathaniel Lammons   | Sander Gillé Joran Vliegen                       | 7-5, 6-4           |
| 2 septembre  | AON Open Challenger Gênes 137 560 € – Terre battue – Tableaux                           | Lorenzo Sonego                      | Alejandro Davidovich Fokina                      | 6-2, 4-6, 7-66     |
| 2 septembre  | AON Open Challenger Gênes 137 560 € – Terre battue – Tableaux                           | Ariel Behar Gonzalo Escobar         | Guido Andreozzi Andrés Molteni                   | 3-6, 6-4, [10-3]   |
| 2 septembre  | Cassis Open Provence Cassis 46 600 € – Dur – Tableaux                                   | Jo-Wilfried Tsonga                  | Dudi Sela                                        | 6-1, 6-0           |
| 2 septembre  | Cassis Open Provence Cassis 46 600 € – Dur – Tableaux                                   | André Göransson Sem Verbeek         | Sander Arends David Pel                          | 7-66, 4-6, [11-9]  |
| 9 septembre  | Pekao Szczecin Open Szczecin 137 560 € – Terre battue – Tableaux                        | Jozef Kovalík                       | Guido Andreozzi                                  | 65-7, 6-2, 6-4     |
| 9 septembre  | Pekao Szczecin Open Szczecin 137 560 € – Terre battue – Tableaux                        | Guido Andreozzi Andrés Molteni      | Matwé Middelkoop Hans Podlipnik-Castillo         | 6-4, 6-3           |
| 9 septembre  | American Express Istanbul Istanbul 81 240 $ – Dur – Tableaux                            | Ugo Humbert                         | Denis Istomin                                    | 6-2, 6-2           |
| 9 septembre  | American Express Istanbul Istanbul 81 240 $ – Dur – Tableaux                            | Andrey Golubev Aleksandr Nedovyesov | Marek Gengel Lukáš Rosol                         | Forfait            |
| 9 septembre  | Road to the Rolex Shanghai Masters Shanghai 81 240 $ – Dur – Tableaux                   | Yasutaka Uchiyama                   | Wu Di                                            | 6-4, 7-64          |
| 9 septembre  | Road to the Rolex Shanghai Masters Shanghai 81 240 $ – Dur – Tableaux                   | Gao Xin Sun Fajing                  | Marc Polmans Scott Puodziunas                    | 2-6, 6-4, [10-7]   |
| 9 septembre  | Copa Sevilla Séville 69 280 € – Terre battue – Tableaux                                 | Alejandro Davidovich Fokina         | Jaume Munar                                      | 2-6, 6-2, 6-2      |
| 9 septembre  | Copa Sevilla Séville 69 280 € – Terre battue – Tableaux                                 | Gerard Granollers Pedro Martínez    | Kimmer Coppejans Sergio Martos Gornés            | 7-5, 6-4           |
| 9 septembre  | Atlantic Tire Championships Cary 54 160 $ – Dur – Tableaux                              | Andreas Seppi                       | Michael Mmoh                                     | 6-2, 64-7, 6-3     |
| 9 septembre  | Atlantic Tire Championships Cary 54 160 $ – Dur – Tableaux                              | Sekou Bangoura Michael Mmoh         | Treat Huey John-Patrick Smith                    | 4-6, 6-4, [10-8]   |
| 9 septembre  | Srpska Open Banja Luka 46 600 € – Terre battue – Tableaux                               | Tallon Griekspoor                   | Sumit Nagal                                      | 6-2, 6-3           |
| 9 septembre  | Srpska Open Banja Luka 46 600 € – Terre battue – Tableaux                               | Sadio Doumbia Fabien Reboul         | Sergio Galdós Facundo Mena                       | 6-3, 7-64          |
| 16 septembre | Kaohsiung OEC Open Kaohsiung 162 480 $ – Moquette (int.) – Tableaux                     | John Millman                        | Marc Polmans                                     | 6-4, 6-2           |
| 16 septembre | Kaohsiung OEC Open Kaohsiung 162 480 $ – Moquette (int.) – Tableaux                     | Hsieh Cheng-peng Yang Tsung-hua     | Evan King Hunter Resse                           | 6-4, 7-64          |
| 16 septembre | September Columbus Challenger Columbus 54 160 $ – Dur (int.) – Tableaux                 | Peter Polansky                      | Jeffrey John Wolf                                | 6-3, 7-64          |
| 16 septembre | September Columbus Challenger Columbus 54 160 $ – Dur (int.) – Tableaux                 | Martin Redlicki Jackson Withrow     | Nathan Pasha Max Schnur                          | 6-4, 7-64          |
| 16 septembre | Thindown Challenger Biella Biella 46 600 € – Terre battue – Tableaux                    | Gianluca Mager                      | Paolo Lorenzi                                    | 6-0, 64-7, 7-5     |
| 16 septembre | Thindown Challenger Biella Biella 46 600 € – Terre battue – Tableaux                    | Tomislav Brkić Ante Pavić           | Ariel Behar Andrey Golubev                       | 7-62, 6-4          |
| 16 septembre | Murray Trophy Glasgow 46 600 € – Dur (int.) – Tableaux                                  | Emil Ruusuvuori                     | Alexandre Müller                                 | 6-3, 6-1           |
| 16 septembre | Murray Trophy Glasgow 46 600 € – Dur (int.) – Tableaux                                  | Ruben Bemelmans Daniel Masur        | Jamie Murray John-Patrick Smith                  | 4-6, 6-3, [10-8]   |
| 16 septembre | Sibiu Open Sibiu 46 600 € – Terre battue – Tableaux                                     | Danilo Petrović                     | Christopher O'Connell                            | 6-4, 6-2           |
| 16 septembre | Sibiu Open Sibiu 46 600 € – Terre battue – Tableaux                                     | Sadio Doumbia Fabien Reboul         | Ivan Sabanov Matej Sabanov                       | 6-4, 3-6, [10-7]   |
| 23 septembre | Open d'Orléans Orléans 137 560 € – Dur (int.) – Tableaux                                | Mikael Ymer                         | Grégoire Barrère                                 | 6-3, 7-5           |
| 23 septembre | Open d'Orléans Orléans 137 560 € – Dur (int.) – Tableaux                                | Romain Arneodo Hugo Nys             | Hans Podlipnik-Castillo Tristan-Samuel Weissborn | 65-7, 6-3, [10-1]  |
| 23 septembre | First Republic Tiburon Challenger Tiburon 108 320 $ – Dur – Tableaux                    | Tommy Paul                          | Thanasi Kokkinakis                               | 7-5, 63-7, 6-4     |
| 23 septembre | First Republic Tiburon Challenger Tiburon 108 320 $ – Dur – Tableaux                    | Robert Galloway Roberto Maytín      | Juan Cruz Aragone Darian King                    | 6-2, 7-5           |
| 23 septembre | Firenze Tennis Cup Florence 46 600 € – Terre battue – Tableaux                          | Marco Trungelliti                   | Pedro Sousa                                      | 6-2, 6-3           |
| 23 septembre | Firenze Tennis Cup Florence 46 600 € – Terre battue – Tableaux                          | Luca Margaroli Adil Shamasdin       | Gerard Granollers Pedro Martínez                 | 7-5, 66-7, [14-12] |
| 23 septembre | Challenger de Buenos Aires Buenos Aires 54 160 $ – Terre battue – Tableaux              | Sumit Nagal                         | Facundo Bagnis                                   | 6-4, 6-2           |
| 23 septembre | Challenger de Buenos Aires Buenos Aires 54 160 $ – Terre battue – Tableaux              | Guido Andreozzi Andrés Molteni      | Hugo Dellien Federico Zeballos                   | 63-7, 6-2, [10-1]  |
| 30 septembre | Nur-Sultan Challenger Noursoultan 54 160 € – Dur (int.) – Tableaux                      | Illya Marchenko                     | Yannick Maden                                    | 4-6, 6-4, 6-3      |
| 30 septembre | Nur-Sultan Challenger Noursoultan 54 160 € – Dur (int.) – Tableaux                      | Harri Heliövaara Illya Marchenko    | Karol Drzewiecki Szymon Walków                   | 6-4, 6-4           |
| 30 septembre | Sánchez-Casal Head by NH Hotel Group Barcelone 46 600 € – Terre battue – Tableaux       | Salvatore Caruso                    | Jozef Kovalík                                    | 6-4, 6-2           |
| 30 septembre | Sánchez-Casal Head by NH Hotel Group Barcelone 46 600 € – Terre battue – Tableaux       | Simone Bolelli David Vega Hernández | Sergio Martos Gornés Ramkumar Ramanathan         | 6-4, 7-5           |
| 30 septembre | Campeonato Internacional de Tenis Santander Campinas 54 160 $ – Terre battue – Tableaux | Juan Pablo Varillas                 | Juan Pablo Ficovich                              | 2-6, 7-64, 6-2     |
| 30 septembre | Campeonato Internacional de Tenis Santander Campinas 54 160 $ – Terre battue – Tableaux | Orlando Luz Rafael Matos            | Miguel Ángel Reyes-Varela Fernando Romboli       | 62-7, 6-4, [10-8]  |

### Octobre
| Date       | Tournoi                                                                                   | Vainqueurs                              | Finalistes                                | Score              |
| ---------- | ----------------------------------------------------------------------------------------- | --------------------------------------- | ----------------------------------------- | ------------------ |
| 7 octobre  | Santo Domingo Open Saint-Domingue 162 480 $ – Terre battue – Tableaux                     | Juan Pablo Varillas                     | Federico Coria                            | 6-3, 2-6, 6-2      |
| 7 octobre  | Santo Domingo Open Saint-Domingue 162 480 $ – Terre battue – Tableaux                     | Ariel Behar Gonzalo Escobar             | Orlando Luz Luis David Martínez           | 65-7, 6-4, [12-10] |
| 7 octobre  | Internationaux de tennis de Vendée Mouilleron-le-Captif 92 040 € – Dur (int.) – Tableaux  | Mikael Ymer                             | Mathias Bourgue                           | 6-1, 6-4           |
| 7 octobre  | Internationaux de tennis de Vendée Mouilleron-le-Captif 92 040 € – Dur (int.) – Tableaux  | Jonny O'Mara Ken Skupski                | Sander Arends David Pel                   | 6-1, 6-4           |
| 7 octobre  | Northbay Healthcare Men's Pro Championship Fairfield 108 320 $ – Dur – Tableaux           | Christopher O'Connell                   | Steve Johnson                             | 6-4, 6-4           |
| 7 octobre  | Northbay Healthcare Men's Pro Championship Fairfield 108 320 $ – Dur – Tableaux           | Darian King Peter Polansky              | André Göransson Sem Verbeek               | 6-4, 3-6, [12-10]  |
| 14 octobre | International Men's Challenger Ningbo 162 480 $ – Dur – Tableaux                          | Yasutaka Uchiyama                       | Steven Diez                               | 6-1, 6-3           |
| 14 octobre | International Men's Challenger Ningbo 162 480 $ – Dur – Tableaux                          | Andrew Harris Marc Polmans              | Alex Bolt Matt Reid                       | 6-0, 6-1           |
| 14 octobre | Wolffkran Open Ismaning 69 280 € – Moquette (int.) – Tableaux                             | Lukáš Lacko                             | Maxime Cressy                             | 6-3, 6-0           |
| 14 octobre | Wolffkran Open Ismaning 69 280 € – Moquette (int.) – Tableaux                             | Quentin Halys Tristan Lamasine          | James Cerretani Maxime Cressy             | 6-3, 7-5           |
| 14 octobre | Las Vegas Tennis Open Las Vegas 54 160 $ – Dur – Tableaux                                 | Vasek Pospisil                          | James Duckworth                           | 7-5, 611-7, 6-3    |
| 14 octobre | Las Vegas Tennis Open Las Vegas 54 160 $ – Dur – Tableaux                                 | Ruben Gonzales Ruan Roelofse            | Nathan Pasha Max Schnur                   | 2-6, 6-3, [10-8]   |
| 21 octobre | Open Brest Crédit Agricole Brest 92 040 € – Dur (int.) – Tableaux                         | Ugo Humbert                             | Evgeny Donskoy                            | 6-2, 6-3           |
| 21 octobre | Open Brest Crédit Agricole Brest 92 040 € – Dur (int.) – Tableaux                         | Denys Molchanov Andrei Vasilevski       | Andrea Vavassori David Vega Hernández     | 6-3, 6-1           |
| 21 octobre | Liuzhou Open Liuzhou 54 160 $ – Dur – Tableaux                                            | Alejandro Davidovich Fokina             | Denis Istomin                             | 6-3, 5-7, 7-65     |
| 21 octobre | Liuzhou Open Liuzhou 54 160 $ – Dur – Tableaux                                            | Mikhail Elgin Denis Istomin             | Nam Ji-sung Song Min-kyu                  | 3-6, 6-4, [10-6]   |
| 21 octobre | Latrobe City Traralgon Challenger Traralgon 54 160 $ – Dur – Tableaux                     | Marc Polmans                            | Andrew Harris                             | 7-5, 6-3           |
| 21 octobre | Latrobe City Traralgon Challenger Traralgon 54 160 $ – Dur – Tableaux                     | Max Purcell Luke Saville                | Brydan Klein Scott Puodziunas             | 62-7, 6-3, [10-4]  |
| 21 octobre | Lima Challenger Copa Claro Lima 54 160 $ – Terre battue – Tableaux                        | Thiago Monteiro                         | Federico Coria                            | 6-2, 67-7, 6-4     |
| 21 octobre | Lima Challenger Copa Claro Lima 54 160 $ – Terre battue – Tableaux                        | Ariel Behar Gonzalo Escobar             | Luis David Martínez Felipe Meligeni Alves | 6-2, 2-6, [10-3]   |
| 21 octobre | Tennis Challenger Hamburg Hambourg 46 600 € – Dur (int.) – Tableaux                       | Botic van de Zandschulp                 | Bernabé Zapata Miralles                   | 6-3, 5-7, 6-1      |
| 21 octobre | Tennis Challenger Hamburg Hambourg 46 600 € – Dur (int.) – Tableaux                       | James Cerretani Maxime Cressy           | Ken Skupski John-Patrick Smith            | 6-4, 6-4           |
| 28 octobre | Shenzhen Longhua Open Shenzhen 135 400 $ – Dur – Tableaux                                 | Zhang Zhizhen                           | Li Zhe                                    | 6-3, 4-6, 6-1      |
| 28 octobre | Shenzhen Longhua Open Shenzhen 135 400 $ – Dur – Tableaux                                 | Hsieh Cheng-peng Yang Tsung-hua         | Mikhail Elgin Ramkumar Ramanathan         | 6-2, 7-5           |
| 28 octobre | City of Playford Tennis International Playford (Australie) (en) 54 160 $ – Dur – Tableaux | James Duckworth                         | Yasutaka Uchiyama                         | 7-62, 6-4          |
| 28 octobre | City of Playford Tennis International Playford (Australie) (en) 54 160 $ – Dur – Tableaux | Harri Heliövaara Patrik Niklas-Salminen | Ruben Gonzales Evan King                  | 6-4, 64-7, [10-7]  |
| 28 octobre | Bauer Watertechnology Cup Eckental 46 600 € – Moquette (int.) – Tableaux                  | Jiří Veselý                             | Steve Darcis                              | 6-4, 4-6, 6-3      |
| 28 octobre | Bauer Watertechnology Cup Eckental 46 600 € – Moquette (int.) – Tableaux                  | Ken Skupski John-Patrick Smith          | Sander Arends Roman Jebavý                | 7-62, 6-4          |
| 28 octobre | Charlottesville Men's Pro Challenger Charlottesville 54 160 $ – Dur (int.) – Tableaux     | Vasek Pospisil                          | Brayden Schnur                            | 7-62, 3-6, 6-2     |
| 28 octobre | Charlottesville Men's Pro Challenger Charlottesville 54 160 $ – Dur (int.) – Tableaux     | Mitchell Krueger Blaž Rola              | Sekou Bangoura Blaž Kavčič                | 6-4, 6-1           |
| 28 octobre | Challenger Ciudad de Guayaquil Guayaquil 54 160 $ – Terre battue – Tableaux               | Thiago Seyboth Wild                     | Hugo Dellien                              | 6-4, 6-0           |
| 28 octobre | Challenger Ciudad de Guayaquil Guayaquil 54 160 $ – Terre battue – Tableaux               | Ariel Behar Gonzalo Escobar             | Pedro Sakamoto Thiago Seyboth Wild        | 7-64, 7-65         |

### Novembre
| Date        | Tournoi                                                                            | Vainqueurs                                 | Finalistes                                  | Score              |
| ----------- | ---------------------------------------------------------------------------------- | ------------------------------------------ | ------------------------------------------- | ------------------ |
| 4 novembre  | Peugeot Slovak Open Bratislava 114 800 € – Dur (int.) – Tableaux                   | Dennis Novak                               | Damir Džumhur                               | 6-1, 6-1           |
| 4 novembre  | Peugeot Slovak Open Bratislava 114 800 € – Dur (int.) – Tableaux                   | Frederik Nielsen Tim Pütz                  | Roman Jebavý Igor Zelenay                   | 4-6, 7-64, [11-9]  |
| 4 novembre  | Knoxville Challenger Knoxville 54 160 $ – Dur (int.) – Tableaux                    | Michael Mmoh                               | Christopher O'Connell                       | 6-4, 6-4           |
| 4 novembre  | Knoxville Challenger Knoxville 54 160 $ – Dur (int.) – Tableaux                    | Hans Hach Verdugo Adrián Menéndez Maceiras | Bradley Klahn Sem Verbeek                   | 7-66, 4-6, [10-5]  |
| 4 novembre  | Hyogo Noah Challenger Kobe 54 160 $ – Dur (int.) – Tableaux                        | Yosuki Watanuki                            | Yuichi Sugita                               | 6-2, 6-4           |
| 4 novembre  | Hyogo Noah Challenger Kobe 54 160 $ – Dur (int.) – Tableaux                        | Purav Raja Ramkumar Ramanathan             | André Göransson Christopher Rungkat         | 7-66, 6-3          |
| 4 novembre  | Uruguay Open Montevideo 54 160 $ – Terre battue – Tableaux                         | Jaume Munar                                | Federico Delbonis                           | 7-5, 6-2           |
| 4 novembre  | Uruguay Open Montevideo 54 160 $ – Terre battue – Tableaux                         | Facundo Bagnis Andrés Molteni              | Orlando Luz Rafael Matos                    | 6-4, 5-7, [12-10]  |
| 11 novembre | Oracle Challenger Series - Houston Houston 162 480 $ – Dur – Tableaux              | Marcos Giron                               | Ivo Karlović                                | 7-5, 65-7, 7-69    |
| 11 novembre | Oracle Challenger Series - Houston Houston 162 480 $ – Dur – Tableaux              | Jonathan Erlich Santiago González          | Ariel Behar Gonzalo Escobar                 | 6-3, 7-64          |
| 11 novembre | Sparkasse Challenger Val Gardena Südtirol Ortisei 46 600 € – Dur (int.) – Tableaux | Jannik Sinner                              | Sebastian Ofner                             | 6-2, 6-4           |
| 11 novembre | Sparkasse Challenger Val Gardena Südtirol Ortisei 46 600 € – Dur (int.) – Tableaux | Nikola Čačić Antonio Šančić                | Sander Arends David Pel                     | 65-7, 7-63, [10-7] |
| 11 novembre | Tali Open Helsinki 46 600 € – Dur (int.) – Tableaux                                | Emil Ruusuvuori                            | Mohamed Safwat                              | 6-3, 64-7, 6-2     |
| 11 novembre | Tali Open Helsinki 46 600 € – Dur (int.) – Tableaux                                | Frederik Nielsen Tim Pütz                  | Tomislav Draganja Pavel Kotov               | 7-62, 6-0          |
| 11 novembre | JSM Challenger of Champaign-Urbana Champaign 54 160 $ – Dur (int.) – Tableaux      | Jeffrey John Wolf                          | Sebastian Korda                             | 6-4, 63-7, 7-66    |
| 11 novembre | JSM Challenger of Champaign-Urbana Champaign 54 160 $ – Dur (int.) – Tableaux      | Christopher Eubanks Kevin King             | Evan Hoyt Martin Redlicki                   | 7-5, 6-3           |
| 11 novembre | KPIT-MSLTA Challenger Pune 54 160 $ – Dur – Tableaux                               | James Duckworth                            | Jay Clarke                                  | 4-6, 6-4, 6-4      |
| 11 novembre | KPIT-MSLTA Challenger Pune 54 160 $ – Dur – Tableaux                               | Purav Raja Ramkumar Ramanathan             | Arjun Kadhe Saketh Myneni                   | 7-63, 6-3          |
| 18 novembre | Maia Challenger Maia 46 600 € – Terre battue (int.) – Tableaux                     | Jozef Kovalík                              | Constant Lestienne                          | 6-0, 6-4           |
| 18 novembre | Maia Challenger Maia 46 600 € – Terre battue (int.) – Tableaux                     | Andre Begemann Daniel Masur                | Guillermo García-López David Vega Hernández | 7-62, 6-4          |

## Statistiques
Dernière mise à jour : 25/11/2019

### En simple
| Joueur                      | Nombre | Titres                                         |
| --------------------------- | ------ | ---------------------------------------------- |
| Ričardas Berankis           | 4      | Rennes, Drummondville, Busan, Vancouver        |
| James Duckworth             | 4      | Bangkok II, Baotou, Playford II, Pune          |
| Emil Ruusuvuori             | 4      | Ferghana, Majorque, Glasgow, Helsinki          |
| Mikael Ymer                 | 4      | Nouméa, Tampere, Orléans, Mouilleron-le-Captif |
| Pablo Andújar               | 3      | Marbella, Alicante, Prostějov                  |
| Alexander Bublik            | 3      | Budapest, Pau, Monterrey                       |
| Ugo Humbert                 | 3      | Cherbourg, Istanbul, Brest                     |
| Gianluca Mager              | 3      | Coblence, Barletta, Biella                     |
| Andrej Martin               | 3      | Nanchang, Chimkent I, Chimkent II              |
| Thiago Monteiro             | 3      | Punta del Este, Brunswick, Lima                |
| Tommy Paul                  | 3      | Sarasota, New Haven, Tiburon                   |
| Jannik Sinner               | 3      | Bergame, Lexington, Ortisei                    |
| Grégoire Barrère            | 2      | Quimper, Lille                                 |
| Roberto Carballés Baena     | 2      | Murcie, Lisbonne                               |
| Pablo Cuevas                | 2      | Tunis, Aix-en-Provence                         |
| Alejandro Davidovich Fokina | 2      | Séville, Liuzhou                               |
| Hugo Dellien                | 2      | Santiago, Milan                                |
| Daniel Evans                | 2      | Surbiton, Nottingham                           |
| Marcos Giron                | 2      | Orlando, Houston                               |
| Norbert Gombos              | 2      | Bratislava, Winnipeg                           |
| Yannick Hanfmann            | 2      | Ludwigshafen, Augsbourg                        |
| Jozef Kovalík               | 2      | Szczecin, Maia                                 |
| Kwon Soon-woo               | 2      | Yokohama, Séoul                                |
| Henri Laaksonen             | 2      | Bangkok I, Rome                                |
| Kamil Majchrzak             | 2      | Saint-Brieuc, Ostrava                          |
| Corentin Moutet             | 2      | Chennai, Lyon                                  |
| Dennis Novak                | 2      | Taipei, Bratislava                             |
| Christopher O'Connell       | 2      | Cordenons, Fairfield                           |
| Danilo Petrović             | 2      | Jérusalem, Sibiu                               |
| Marc Polmans                | 2      | Zhangjiagang, Traralgon                        |
| Vasek Pospisil              | 2      | Las Vegas, Charlottesville                     |
| Tommy Robredo               | 2      | Poznań, Parme                                  |
| Pedro Sousa                 | 2      | Blois, Meerbusch                               |
| Yuichi Sugita               | 2      | Binghampton, Yokkaichi                         |
| Stefano Travaglia           | 2      | Francavilla al Mare, Sopot                     |
| Yasutaka Uchiyama           | 2      | Shanghai, Ningbo                               |
| Juan Pablo Varillas         | 2      | Campinas, Saint-Domingue                       |
| Jeffrey John Wolf           | 2      | Columbus I, Champaign                          |
| Zhang Zhizhen               | 2      | Jinan, Shenzhen II                             |

| Nombre | Pays |
| ------ | --- |
| 15     | Espagne, Italie |
| 14     | États-Unis |
| 10     | Australie |
| 9      | France |
| 8      | Slovaquie |
| 7      | Argentine |
| 6      | Brésil |
| 5      | Allemagne, Japon |
| 4      | Canada, Finlande, Lituanie, Royaume-Uni, Serbie, Suède                                                                     |
| 3      | Autriche, Corée du Sud, Kazakhstan, Pologne, Portugal, Suisse                                                              |
| 2      | Bolivie, Chine, Pays-Bas, Pérou, Slovénie, Uruguay                                                                         |
| 1      | Afrique du Sud, Biélorussie, Chypre, Danemark, Équateur, Inde, Israël, République tchèque, Russie, Taipei chinois, Ukraine |

### En double
| Joueur              | Nombre | Titres                                                                     |
| ------------------- | ------ | -------------------------------------------------------------------------- |
| Max Purcell         | 7      | Playford I, Launceston, Zhangjiagang, Anning, Séoul, Binghamton, Traralgon |
| Luke Saville        | 7      | Playford I, Launceston, Zhangjiagang, Anning, Séoul, Binghamton, Traralgon |
| Ariel Behar         | 6      | Jérusalem, Prague, Gênes, Saint-Domingue, Lima, Guayaquil                  |
| Gonzalo Escobar     | 6      | Jérusalem, Prague, Gênes, Saint-Domingue, Lima, Guayaquil                  |
| Hsieh Cheng-peng    | 6      | Da Nang, Shenzhen I, Busan, Gwangju, Kaohsiung, Shenzhen II                |
| Filip Polášek       | 6      | Budapest, Ostrava, Rome, Lisbonne, Prostějov, Lyon                         |
| Andrei Vasilevski   | 6      | Orlando, Cleveland, Samarcande, Vicence, Augsbourg, Brest                  |
| Sander Arends       | 5      | Rennes, Nanchang, Tampere, Ségovie, Majorque                               |
| Tomislav Brkić      | 5      | Milan, Pérouse, Cordenons, L'Aquila, Biella                                |
| Ante Pavić          | 5      | Milan, Pérouse, Cordenons, L'Aquila, Biella                                |
| Fernando Romboli    | 5      | Santiago, Tallahassee, Savannah, Ludwigshafen, Manerbio                    |
| Romain Arneodo      | 4      | Orlando, Cleveland, Lille, Orléans                                         |
| Andre Begemann      | 4      | Sopot, Meerbusch, Côme, Maia                                               |
| Robert Galloway     | 4      | Newport Beach, Cherbourg, New Haven, Tiburon                               |
| Kevin Krawietz      | 4      | Budapest, Marbella, Aix-en-Provence, Heilbronn                             |
| Nathaniel Lammons   | 4      | Newport Beach, Cherbourg, Ludwigshafen, New Haven                          |
| Roberto Maytín      | 4      | Tallahassee, Savannah, Columbus II, Tiburon                                |
| / Hugo Nys          | 4      | Canberra, Quimper, Lille, Orléans                                          |
| Gonçalo Oliveira    | 4      | Bangkok II, Samarcande, Vicence, Recanati                                  |
| Philipp Oswald      | 4      | Rome, Lisbonne, Prostějov, Lyon                                            |
| Christopher Rungkat | 4      | Da Nang, Shenzhen I, Busan, Gwangju                                        |
| Guido Andreozzi     | 3      | Punta del Este, Szczecin, Buenos Aires                                     |
| Guillermo Durán     | 3      | Punta del Este, Alicante, Brunswick                                        |
| Jonathan Erlich     | 3      | Saint-Brieuc, Taipei, Houston                                              |
| Santiago González   | 3      | Nottingham, Ilkley, Houston                                                |
| André Göransson     | 3      | Cuernavaca, Granby, Cassis                                                 |
| Harri Heliövaara    | 3      | Amersfoort, Noursoultan, Playford II                                       |
| Florin Mergea       | 3      | Sopot, Meerbusch, Côme                                                     |
| Denys Molchanov     | 3      | Barletta, Francavilla al Mare, Brest                                       |
| Andrés Molteni      | 3      | Szczecin, Buenos Aires, Montevideo                                         |
| David Pel           | 3      | Tampere, Ségovie, Majorque                                                 |
| Tim Pütz            | 3      | Tunis, Bratislava, Helsinki                                                |
| Ramkumar Ramanathan | 3      | Recanati, Kobe, Pune                                                       |
| Adil Shamasdin      | 3      | Pau, Drummondville, Florence                                               |
| Yang Tsung-hua      | 3      | Chimkent II, Kaohsiung, Shenzhen II                                        |
| Igor Zelenay        | 3      | Barletta, Francavilla al Mare, Augsbourg                                   |

| Nombre | Pays |
| ------ | --- |
| 20     | États-Unis                                                                                                |
| 13     | Allemagne                                                                                                 |
| 12     | Australie                                                                                                 |
| 10     | Brésil, Slovaquie                                                                                         |
| 9      | Autriche, France                                                                                          |
| 8      | Argentine, Espagne, Pays-Bas                                                                              |
| 7      | Croatie, Équateur, Taipei chinois, Uruguay                                                                |
| 6      | Biélorussie, Inde, Italie, Mexique, Royaume-Uni                                                           |
| 5      | Bosnie-Herzégovine, Canada, Portugal                                                                      |
| 4      | Chine, Finlande, Indonésie, Israël, Monaco, Suède, Ukraine, Venezuela                                     |
| 3      | Belgique, République tchèque, Roumanie, Suisse                                                            |
| 2      | Afrique du Sud, Barbade, Corée du Sud, Danemark, Kazakhstan, Lituanie, Pakistan, Russie, Salvador, Serbie |
| 1      | Chili, Japon, Nouvelle-Zélande, Ouzbékistan, Philippines, Slovénie, Tunisie                               |